# Légion britannique
La Légion britannique, ou les Légions britanniques, est un groupe d'unités militaires formé de volontaires étrangers ayant lutté sous les ordres du général Simón Bolívar durant les guerres d'indépendance du Venezuela, de la Colombie, de l'Équateur, du Pérou et de la Bolivie. Ses unités faisaient partie de l'armée de la Grande Colombie qui se battait contre l’empire colonial espagnol.

## Recrutement
À partir de l'année 1817, et durant les cinq années suivantes, le nombre d'engagements dans les ports de l'Angleterre dépasse les six mille hommes, cependant les 53 navires qui forment l'expédition suggère plutôt un chiffre aux alentours de 5 300 soldats. Le principal délégué pour effectuer le recrutement des volontaires à Londres est Luis López Méndez. Beaucoup de ces volontaires sont des vétérans du Royaume-Uni, incluant l'Irlande, et on compte également quelques vétérans allemands au service de l'Angleterre. La majeure partie des soldats ont participé aux guerres napoléoniennes et à la guerre anglo-américaine de 1812. Ils sont motivés à la fois par des raisons politiques et par les avantages du mercenariat. Bolívar quant à lui espérait élever le moral de ses troupes et incorporer des militaires professionnels à ses armées.

## Composition

LUnion Jack est le drapeau utilisé par la Légion britannique durant les campagnes de Bolívar.

Drapeau de la Légion irlandaise employé par le général d'Evereux.

Les Légions Britanniques se composaient de la 1re Légion Britannique, de la 2e Légion Britannique et de la Légion Irlandaise. Elles formèrent les bataillons Albion, Carabobo et Rifles (es) et des régiments de cavalerie tels les Húsares, bien que ses membres combattirent aussi encadrés d'autres unités américaines. Les unités de volontaires étrangers usèrent de leurs propres enseignes, comme l'Union Jack pour les Anglais ou pour la Légion Irlandaise un drapeau vert avec une harpe celtique, symbole de l'Irlande,.
Forces des expéditions britanniques qui ont quitté Londres entre la fin 1817 et 1819 et ont rejoint la Grande Colombie :
| Commandant             | Nombre de soldats |
| ---------------------- | ----------------- |
| Colonel Hippisley      | 720               |
| Colonel English (es)   | 1 200             |
| Colonel Elson          | 572               |
| Général Juan D’Evereux | 1 729             |
| Général Mac Gregor     | 600               |
| Colonel Meceroni       | 300               |
| Autres                 | 387               |
| Total                  | 5 508             |

## Engagements
Les légions britanniques constituèrent une partie importante de l'armée de Bolívar, qui les crédite de la victoire lors de la bataille de Boyacá en proclamant « Ces soldats libérateurs sont les hommes qui méritent ces lauriers », et de la bataille de Carabobo où il les décrit comme « les sauveurs de ma Nation ». Cependant, certains historiens affirment qu'il leur ont ensuite été presque oubliés par les pays dans lesquels ils se sont battus. Il y a de nombreuses preuves qu'il s'agit d'une erreur, car il y a même des bataillons dans les armées sud-américaines qui portent fièrement leurs noms.

### Campagne libératrice de la Nouvelle-Grenade

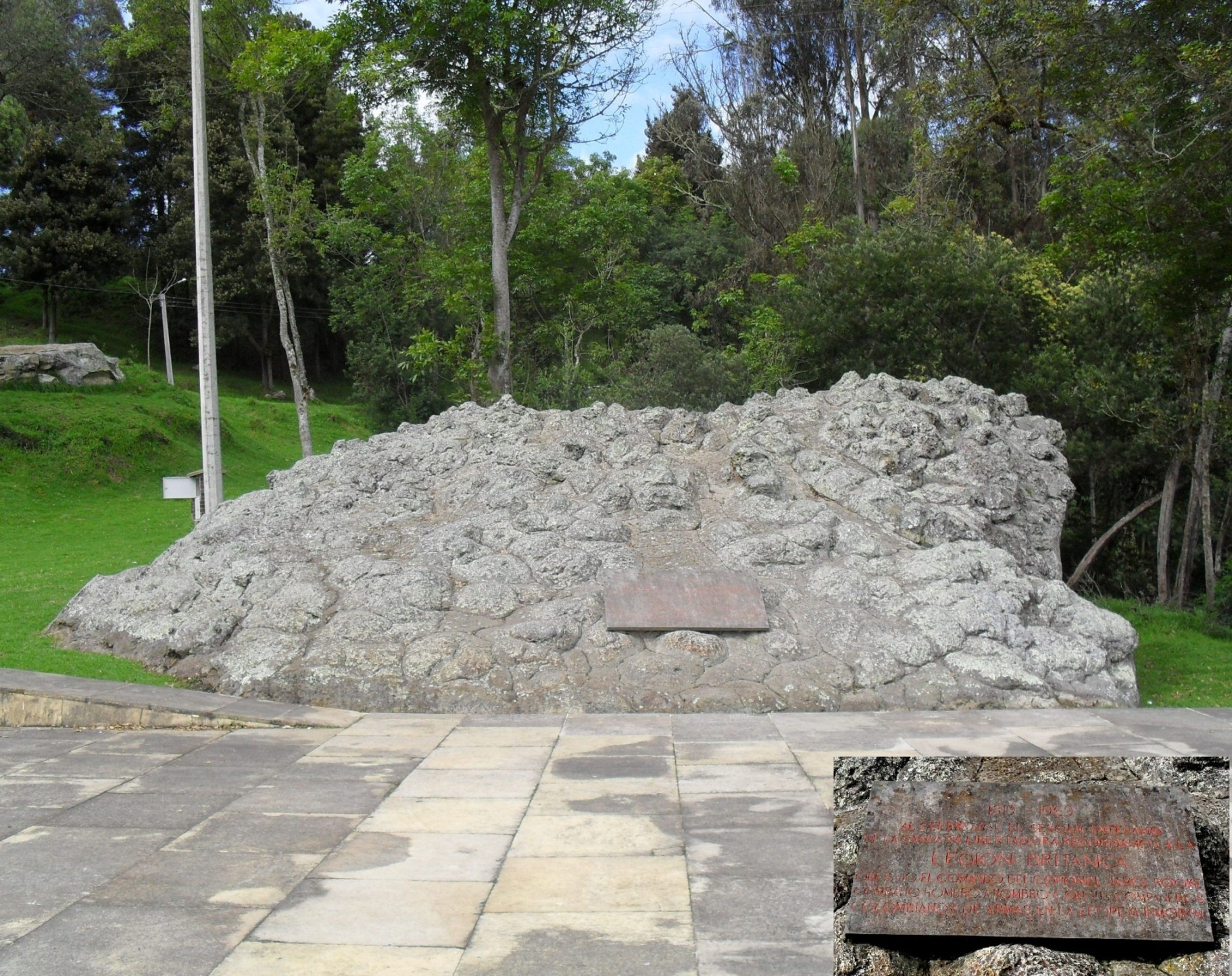
Monument en l'honneur de la Légion britannique près du pont de Boyacá.

Lorsque Simón Bolívar organise la force qui doit l'accompagner durant la campagne libératrice de la Nouvelle-Grenade, il inclut la Légion britannique. Le colonel James Rooke est à la tête de 160 à 200 hommes qui lutteront pour l'indépendance de la Grande Colombie.
Après la bataille du Pantano de Vargas, le colonel Manrique, chef d'état-major, dit : « Tous les corps de l'armée se sont distingués, mais méritent une mention particulière (...) les compagnies britanniques. À ceux-là son excellence le président de la République a remis l'Étoile des Libérateurs, en récompense de leur persévérance et leur courage. »,.
Le colonel Rooke est blessé par une balle au bras gauche. Il se le fait amputer et lorsque c'est fait il le lève de la main droite et crie en castillan « Vive la Patrie ! ». Le chirurgien lui demande en anglais : « Quelle Patrie ? Irlande ou Angleterre ? » et Rooke secoue négativement la tête et répond : « Celle qui me donnera une sépulture ». Le colonel Rooke meurt quelques jours après son amputation. Sa veuve, Anna Rooke, jouit d'une pension et reçoit une somme d'argent au titre de compensation.